# HD 172223
HD 172223，又名CD-4812668，SAO 229194、HR 7005，是一颗恒星，视星等为6.49，位于銀經347.58，銀緯-18.28，其B1900.0坐标为赤經18h 33m 56.3s，赤緯-48° -18.28′ 58″。